# Oskar Marmorek
Oskar Marmorek, korabeli magyarítással Marmorek Oszkár (Pieskowa Skała, 1863. április 9. – Bécs, 1909. április 7.) zsidó származású osztrák építész.

## Élete
Kelet-Galíciából származott, tanulmányait a bécsi Technische Hocheschulenben, Karl Könignél végezte el. Számos ausztriai épületet tervezett. Érdekes ötlete volt, hogy mesterséges történelmi épületcsoportokat, együtteseket emelt. Ilyen volt a bécsi „Ős-Bécs” (Alt-Wien, 1891), és a szintén bécsi „Velence Bécsben” (Venedig in Wien, 1895). Ezt követően Budapesten is felépíttetett egy hasonlót, ez volt a korabeli legnagyobb európai szórakoztatókomplexumnak számító „Ős-Budavára” (1896). Itt a részletterveket egyébként nem Marmorek, hanem a magyar Vidor Emil és Vogl Lajos készítette el.
Néhány más épületet is tervezett Budapesten.
Élete végén a cionista mozgalom mellé állt, annak egyik vezetőként ismerték.
1909-ben hunyt el alig 46 éves korában.

## Magyarországi épületei
- 1896[7]  vagy 1897:[10] Egyedi-palota (Benczúr-ház),[11] Budapest, Benczúr u. 27.[7]
- 1896: lakóház, Budapest, Lendvay u. 5.[7]

A tervei alapján épült meg a Városligetben a Sió tündér regéje-szoborcsoport. Ma már nem látható, az 1930-as években nyomaveszett. A francia Fontaine lumineuse (Világító szökőkút) néven is hivatkoztak rá:
„A fontaine lumineuse. A neve körülírva tarka színekben pompázó villamos szőkökutat tesz. Ahogy beesteledik, kezdődik a szökőkút csodás játéka. Óriás magosságra szórja a vizsugarakat, amelyeket a föld alatt elrejtett villamos telep minduntalan változó, hihetetlen sokaságu és szépségű színekre fest. De maga a szökőkút is érdemes alkotás, s a villamos színjáték nélkül is, nappal is szép látványosság. A nagy szobor csoportozat, mely Mátray Lajos szobrász müve, a Sió regéjét ábrázolja. A villamos szökőkút czementböl épült és Marmorek Oszkár tervezte. A gépekkel Ganz és társa szerelte föl. Az egész alkotás költsége 60.000 forint.“
1894-ben részt vett a Soproni Városháza pályázatán is, azonban itt nem nyerte el a kivitelezést.

## Képtár

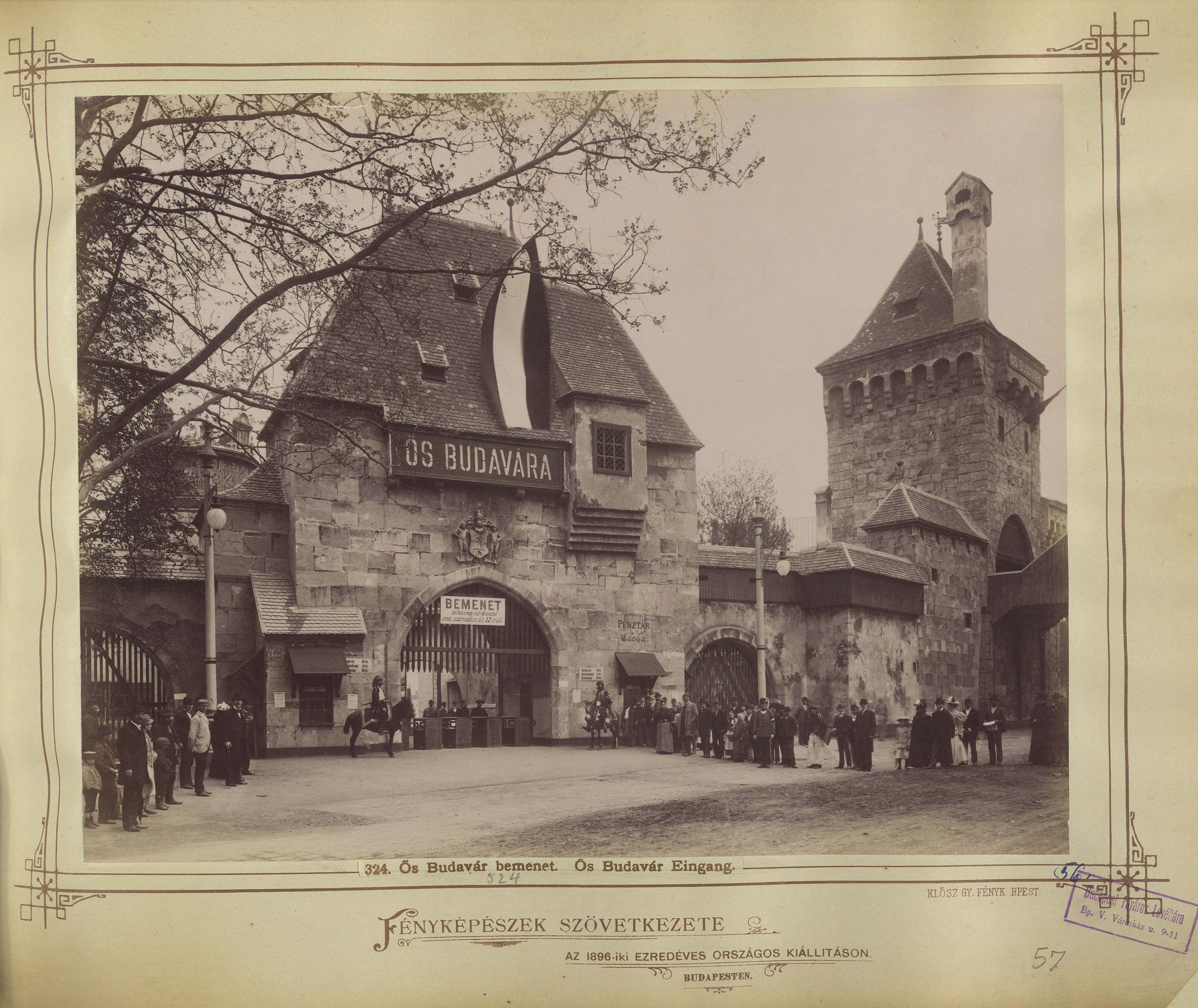
Az Ős-Budavára bejárata
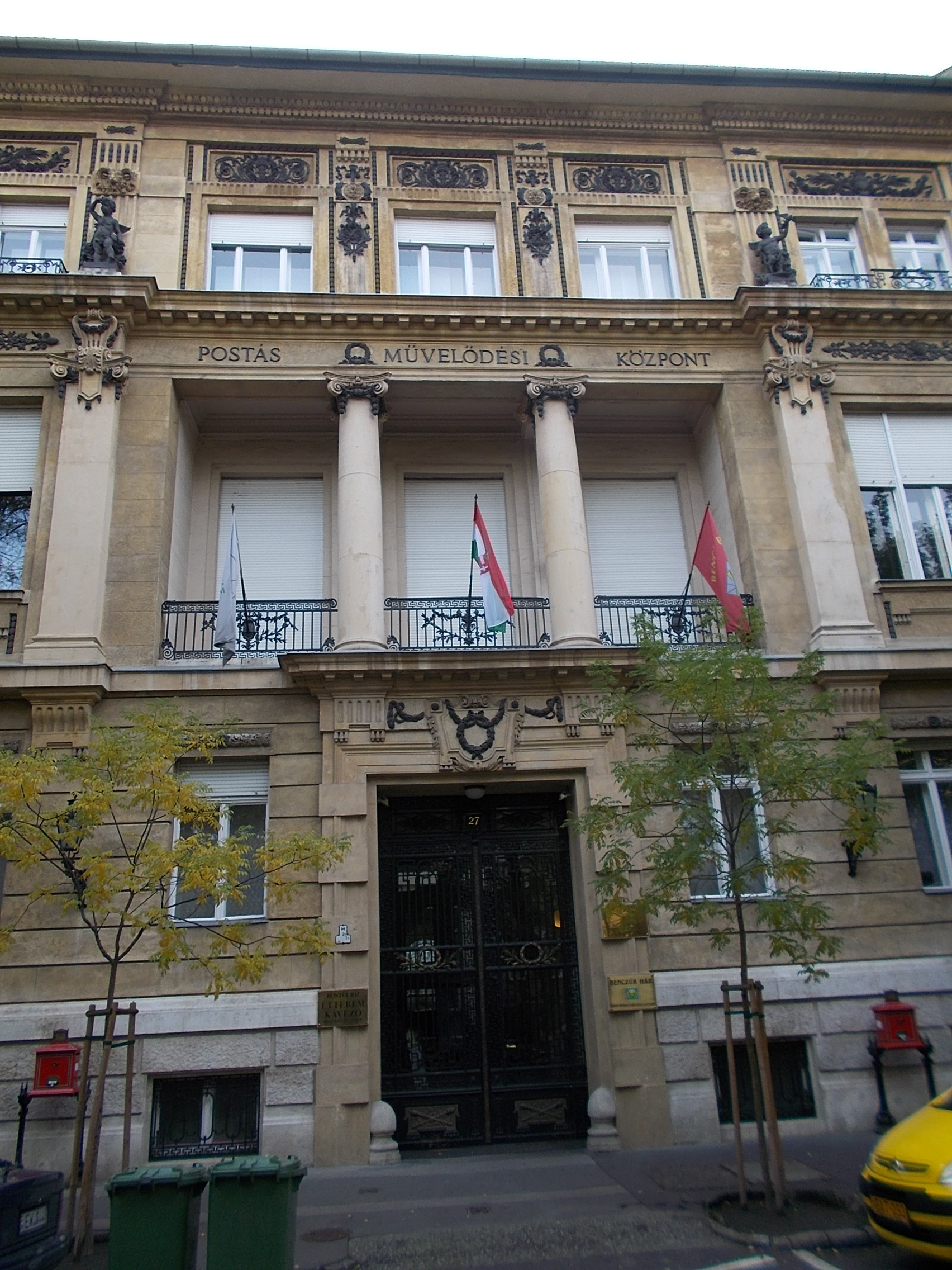
Egyedi-palota
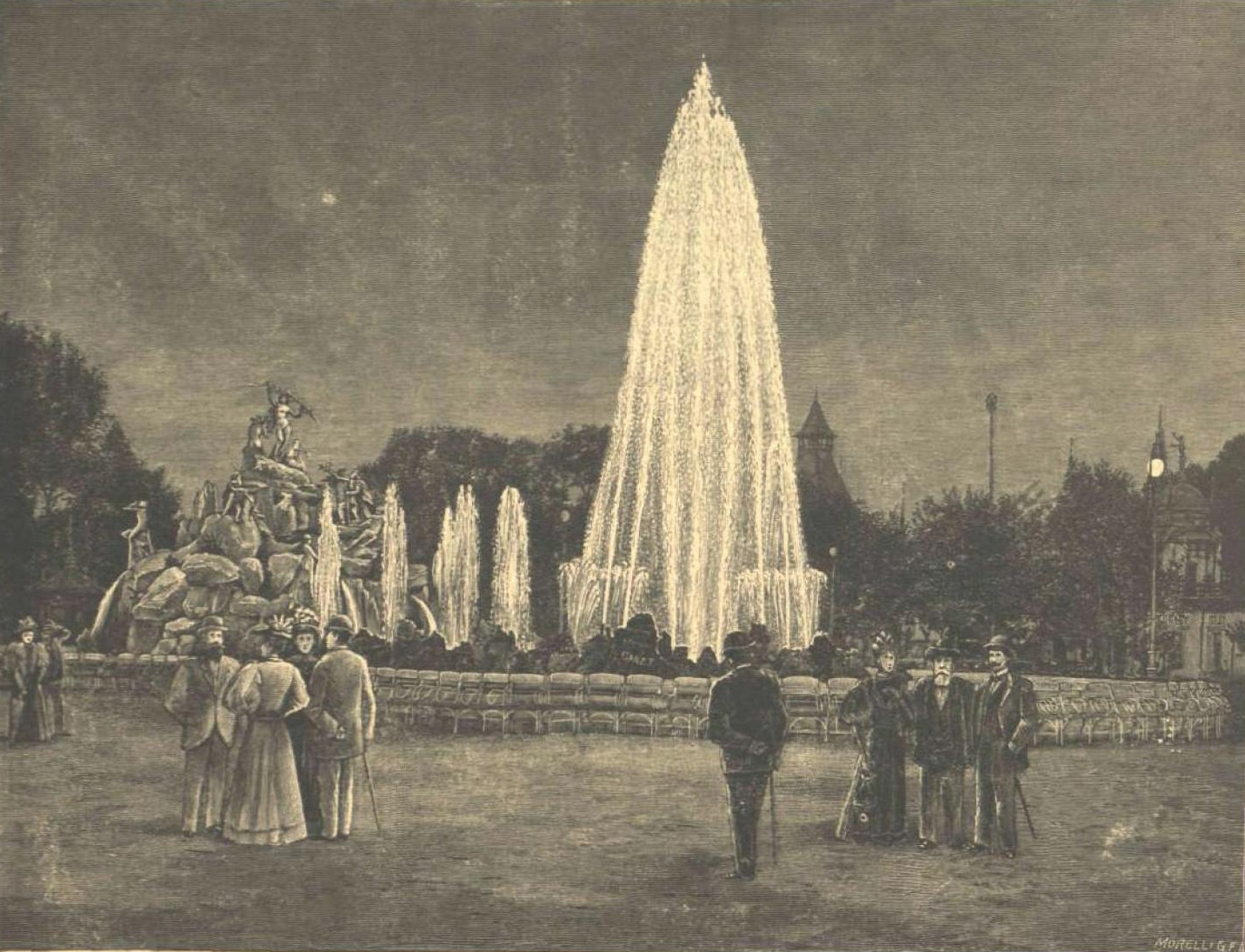
Városligeti szökőkút (1896-os millenniumi ünnepségek)